# Steingaden
Steingaden è un comune tedesco di 2 765 abitanti, situato nel land della Baviera.
Piccolo paese lungo la Romantische Straße. 
Molto apprezzabile è la chiesa di S. Giovanni Battista (Stiftkirche St. Johannes der Täufer), del complesso monasteriale "Welfenmünster" fondato nel 1147 dal duca Guelfo I di Toscana e che sorge al centro del paese; particolarità, vi si accede attraversando il cimitero. 
Lo stile, prevalentemente romanico, incorpora anche alcune parti in tardo gotico costruite sotto l'abate Caspar Suiter tra il 1470 e il 1491, di questo periodo è la volta del chiostro. Restaurata poi in stile rinascimentale sotto l'abate Johannes Dimpt nel 1530 ed aggiunto il nuovo coro del 1534. Nel 1663 sotto la guida dell'abate Augustin Bonenmayr, venne completata la ricostruzione in stile barocco, quali le navate, l'altare maggiore e gli altari laterali della navata centrale. Il soffitto affrescato ricorda la vicina più famosa e rinomata Wieskirche.
A fianco del Welfenmünster è ancora ben visibile una parte dell'antico chiostro "Prämonstratenserkloster" a memoria del precedente monastero.

## Galleria d'immagini

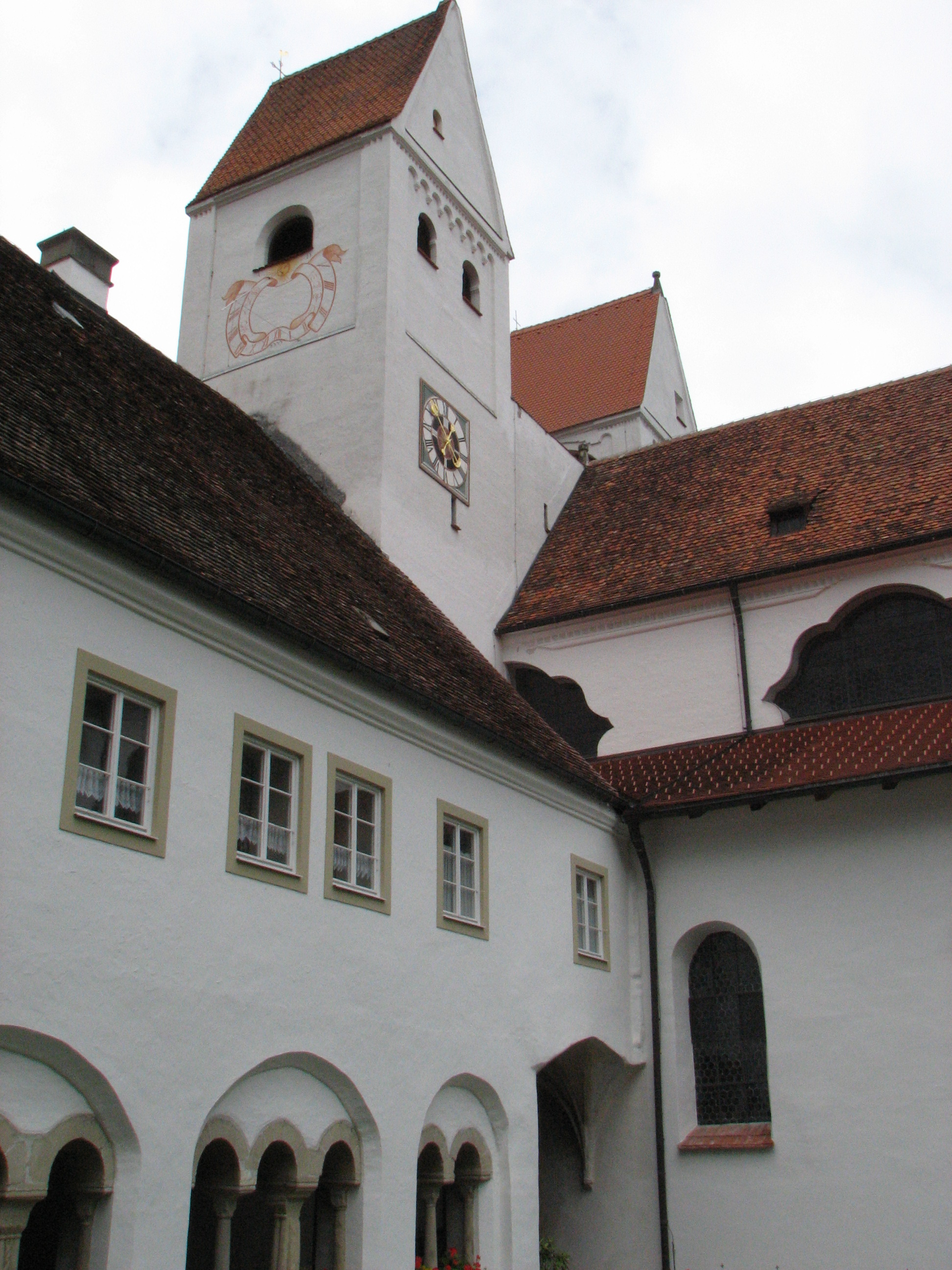
Il monastero Welfenmünster con la chiesa St. Johannes der Täufer
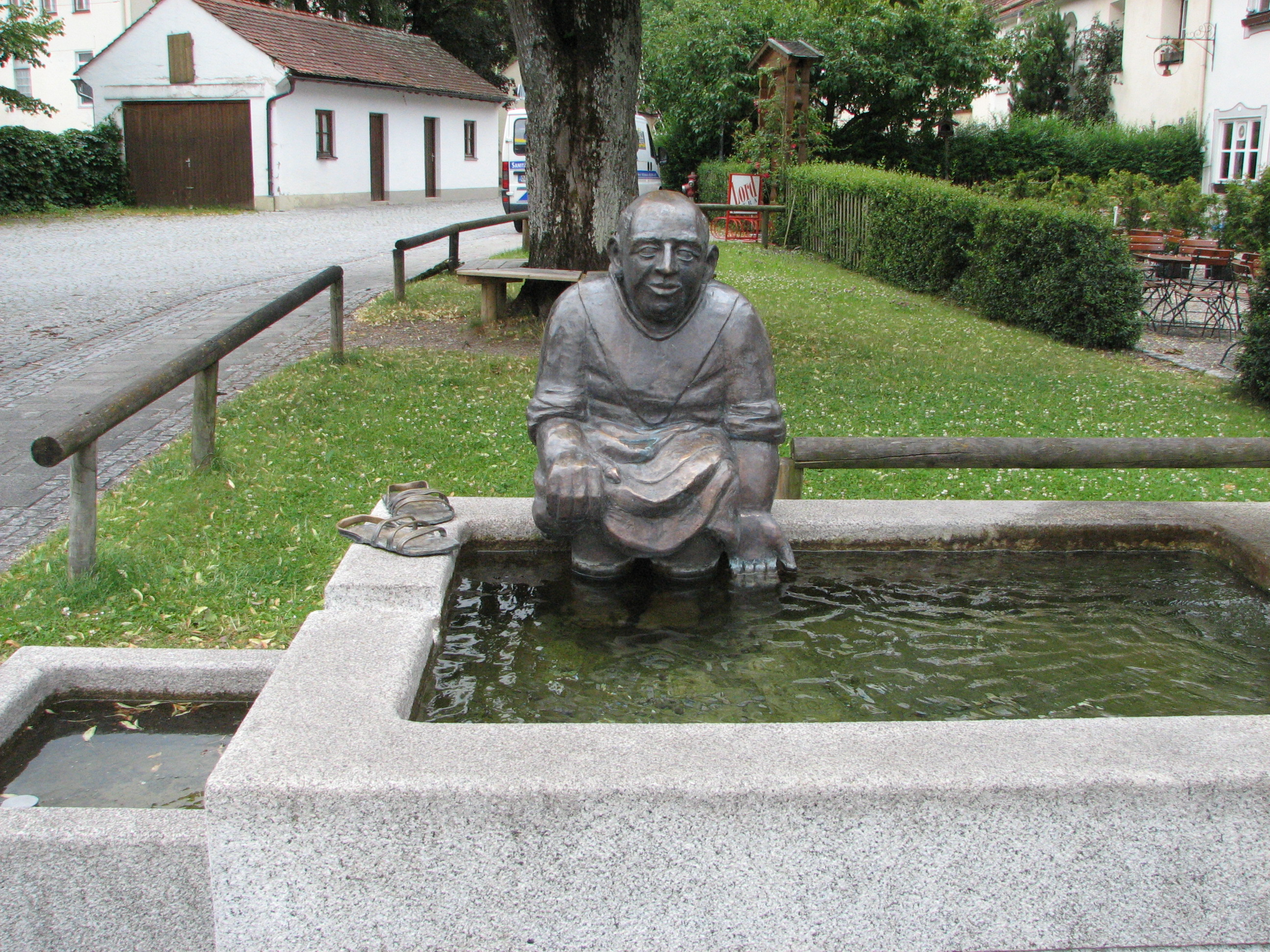
La fontana Klosterbrunnen di Welfenstraße, viuzza all'interno del paese di Steingaden